# Platyvelia
Platyvelia is een geslacht van wantsen uit de familie beeklopers (Veliidae). Het geslacht werd voor het eerst wetenschappelijk beschreven door Polhemus & Polhemus in 1993.

## Soorten
Het genus bevat de volgende soorten:

- Platyvelia alvaradana (Drake & Hottes, 1952)
- Platyvelia annulipes (Champion, 1898)
- Platyvelia beameri (Hungerford, 1929)
- Platyvelia brachialis (Stål, 1860)
- Platyvelia egregia (Drake & Harris, 1935)
- Platyvelia maritima (J. Polhemus & Manzano, 1992)
- Platyvelia summersi (Drake, 1951)
- Platyvelia verana (Drake & Hottes, 1952)
- Platyvelia verdica (Drake, 1951)